# نعامه (شهر)
نعامه (به عربی: النعامة) یک شهرداری در الجزایر است که در استان نعامه واقع شده‌است. نعامه ۸٬۲۵۶ نفر جمعیت دارد و ۱٬۱۷۶ متر بالاتر از سطح دریا واقع شده‌است.